# Rikke Iversen
Rikke Iversen (Nykøbing Falster, 18 de maio de 1993) é uma jogadora de handebol dinamarquesa.

## Carreira
Ela começou a jogar handebol no Virum-Sorgenfri Håndbold, e já jogou no Nykøbing Falster Håndboldklub e no Odense Håndbold. Com Odense Håndbold ela venceu a Liga Dinamarquesa de Handebol Feminino duas vezes em 2021 e 2022.
Ela estreou pela seleção dinamarquesa em setembro de 2015 contra a Eslovênia e, desde então, representou a Dinamarca no Campeonato Europeu de Handebol Feminino de 2020 e nas Copas do Mundo de 2021 e 2023.
Nos Jogos Olímpicos de Verão de 2024, em Paris, conquistou a medalha de bronze no torneio feminino do handebol, após vencer a equipe sueca por 30–25 na disputa pelo terceiro lugar.